# 붉은부리까마귀

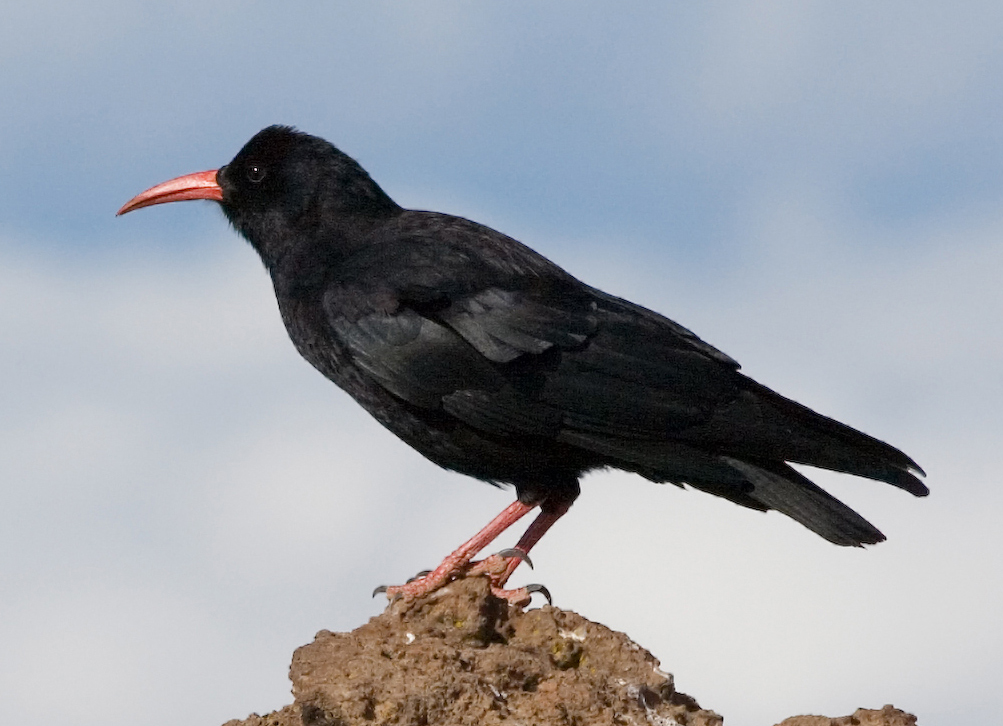
라팔마섬의 한 아종(P. p. barbarus)의 성체

붉은부리까마귀(Red-billed chough, /ˈtʃʌf/ CHUF; Pyrrhocorax pyrrhocorax)는 까마귓과에 속하는 새이며 까마귀속에 속하는 두 종 중 하나이다. 8개의 아종은 아일랜드와 영국의 서부 해안에서 동쪽으로 남부 유럽과 북아프리카를 거쳐 중앙아시아, 인도, 중국에 이르는 산과 해안 절벽에서 번식한다.
이 새는 윤기 나는 검은 깃털, 길고 구부러진 붉은 부리, 붉은 다리, 그리고 크게 울리는 울음소리를 가지고 있다. 널리 퍼진 원색과 함께 활기 넘치는 곡예 비행을 한다. 붉은부리까마귀는 평생 짝을 이루며 번식지(보통 동굴이나 절벽의 틈새)에 충실함을 나타낸다. 털로 늘어선 막대기 둥지를 만들고 알 3개를 낳는다. 주로 무척추동물을 잡아먹으며 짧은 방목 초원에서 무리를 지어 먹이를 주는 경우가 많다.